# Jessica Jones (phim truyền hình)
Jessica Jones của Marvel (hay ngắn gọn là Jessica Jones) là một bộ phim truyền hình Mỹ do Netflix sản xuất của Melissa Rosenberg dựa trên nhân vật trong truyện tranh Marvel cùng tên. Đây là một phần trong Loạt phim Siêu anh hùng của Marvel (viết tắt tiếng Anh là MCU), liên tục chia sẻ với bản quyền thương mại của phim. Bộ phim này cũng sẽ liên quan tới một loạt phim truyền hình khác về "Biệt đội phòng thủ". Bộ phim do Marvel Television, ABC Studios và Tall Girls Productions phối hợp sản xuất, với Rosenberg vai trò là người chạy show cho phim.